# William Kneass
William Kneass (25 septembre 1780 - 27 août 1840) est le deuxième graveur en chef de la Monnaie des États-Unis de 1824 jusqu'à sa mort en 1840. C'est à Kneass que l'on doit la conception du motif « Classic Head (tête classique), qui figure sur de nombreuses coupures de monnaie américaine, notamment sur les pièces d'or en quarter eagle (2,50 dollars) et en half eagle (5 dollars) de 1834 à 1839. Il modifie également modifié le motif Capped Bust de John Reich pour l'utiliser sur les pièces de cinq cents et de demi-dollar de 1829 à 1837.

## Jeunesse
William Kneass naît le 25 septembre 1780 à Lancaster, en Pennsylvanie. Il sert pendant la guerre de 1812 en tant qu'associé volontaire des ingénieurs de terrain et participe à la construction de fortifications sur le front ouest de Philadelphie. Il dirige un atelier de gravure à Philadelphie, sur la quatrième rue au-dessus de Chestnut Street, qui est un lieu de rencontre populaire pour les « grands esprits et les hommes de culture ». Kneass travaille également comme graveur de planches pour l'édition de livres. Bien qu'il se consacre principalement à la gravure au trait, il est également connu pour ses aquatintes. Il travaille aussi dans deux autres cabinets de gravure qui portent son nom : Kneass & Dellaker et Young & Kneass & Co.

## Graveur en chef de la Monnaie
Le 29 janvier 1824, Kneass est nommé graveur en chef de la Monnaie des États-Unis, succédant à Robert Scot. Durant son mandat, il supervise la production des pièces d'or et des pièces de circulation.
En 1830, Kneass redessine la pièce de 25 cents et en 1834, il redessine la pièce d'or. Il introduit également une nouvelle tête de Liberté sur le demi-dollar, un dessin qui est modifié plusieurs fois au cours des deux années suivantes. En 1835, le directeur de la Monnaie, Samuel Moore, écrit à son sujet : « M. Kneass, notre graveur actuel, est un officier acceptable, populaire et très utile, peut-être l'un des plus rapides à exécuter aux États-Unis. Je ne sais pas si l'on pourrait trouver un autre graveur dont la célérité dans sa profession aurait suffi à fournir toutes les matrices que nous avons nécessairement employées au cours des cinq dernières années ».
Le 27 août 1835, Kneass est victime d'une attaque cérébrale qui le laisse paralysé du côté droit. Une fois le second graveur Christian Gobrecht engagé, il s'occupe de la plupart des travaux de gravure et d'estampage jusqu'à la mort de Kneass le 27 août 1840,. Le 21 décembre de la même année, Gobrecht succède à Kneass au poste de graveur en chef.

## Vie privée
Kneass est marié à Mary Turner Honeyman Kneass. Deux de leurs six enfants, Samuel Honeyman Kneass (en) (1806-1858) et Strickland Kneass (en) (1821-1884), sont des ingénieurs civils réputés à Philadelphie.
On se souvient de Kneass comme d'un « gentleman chaleureux de la vieille école, qui avait la rare qualité d'attirer et de gagner l'estime et l'affection des enfants et des jeunes ».